# Kaoru Chiba
Kaoru Chiba (jap. 千葉 馨, Chiba Kaoru; * 6. März 1928 in Beppu; † 21. Juni 2008) war ein japanischer Hornist.

## Leben und Wirken
Chiba begann sein Studium an der Tokioter Akademie. In der Folge studierte er unter anderem bei Gustav Neudecker in an der Hochschule für Musik Detmold sowie bei Dennis Brain.
Danach war Kaoru Chiba als Solohornist beim Tokyo Philharmonic Orchestra, dem NHK-Sinfonieorchester und dem Neuen Japanischen Philharmonischen Symphonieorchester (新日本フィルハーモニー交響楽団) angestellt. Darüber hinaus war er Präsident des Tokioter Horn Clubs.
Er lehrte eine ganze Generation von Hornisten in Tokio, an der Kunitachi-Musikhochschule und in Meisterkursen. Chiba war auch künstlerischer Berater bei Yamaha und regelmäßig auftretender Solist. Er war Ehrenmitglied der International Horn Society.